# Arxiprestat de Costa Brava Centre
L'arxiprestat de la Costa Brava Centre és un dels 13 arxiprestats en què està organitzat el bisbat de Girona. Aquest està compost per 23 parròquies distribuïdes en 12 municipis de la comarca del Baix Empordà.

## Llistat de parròquies

### Comarca del Baix Empordà
- Sant Pere (Begur)
- Sant Esteve (Begur - Esclanyà)
- Sant Martí (Calonge)
- Sant Antoni de Calonge (Calonge - Sant Antoni de Calonge)
- Nativitat de la Mare de Déu (Castell-Platja d'Aro - Castell d'Aro)
- Santa Maria (Castell-Platja d'Aro - Platja d'Aro/Fenals)
- Sant Esteve (Mont-ràs)
- Sant Martí de Tours (Palafrugell)
- Sant Fruitós (Palafrugell - Llofriu)
- Sant Pere (Palafrugell - Calella de Palafrugell)
- Santa Eugènia (Palamós)
- Santa Maria del Mar (Palamós)
- Sant Pere (Pals)
- Sant Vicenç (Regencós)
- Santa Maria dels Àngels (Sant Feliu de Guíxols)
- Santa Maria Assumpta (Sant Feliu de Guíxols)
- Sant Joan Baptista (Sant Feliu de Guíxols - Vilartagues)
- Santa Cristina d'Aro (Santa Cristina d'Aro)
- Santa Maria Assumpta (Santa Cristina d'Aro - Bell-lloc d'Aro)
- Sant Martí (Santa Cristina d'Aro - Romanyà de la Selva)
- Santa Agnès (Santa Cristina d'Aro - Solius)
- Sant Vicenç (Torrent)
- Sant Mateu (Vall-llobrega)